# شيجيو ناكاجيما
شيجيو ناكاجيما (باليابانية: 中島成雄) مواليد 16 يناير 1954 في اليابان، هو ملاكم محترف ياباني سابق صنّف ضمن فئة وزن خفيف الذبابة. حقق بطولة المجلس العالمي للملاكمة.

## إحصائيات
خاض خلال مسيرته 19 نزالا، فاز في 13 وتعادل في 1 وخسر في 5. فاز بالضربة القاضية في 7 نزالات.

## روابط خارجية
- شيجيو ناكاجيما على موقع بوكس ريك (الإنجليزية) (registration required)